# Dub u kostela Panny Marie v Opočně
V areálu bývalého hřbitova u kostela Panny Marie v Opočně v okrese Rychnov nad Kněžnou roste památný dub letní (Quercus robur).
- Výška stromu je asi 23 m
- Obvod kmene je asi 305 cm

Dub je chráněn od roku 1999 pro svůj  vzrůst.